# Nacionalismo serbio

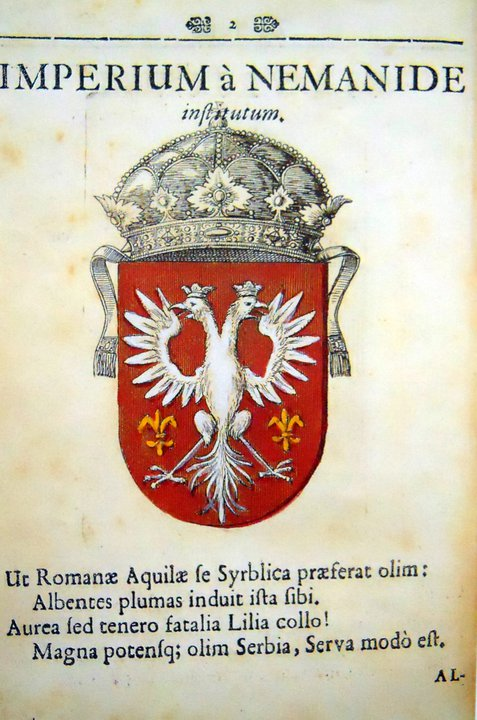
El águila bicéfala de la casa Nemanjić de Serbia del al, la base de la actual águila de Serbia.

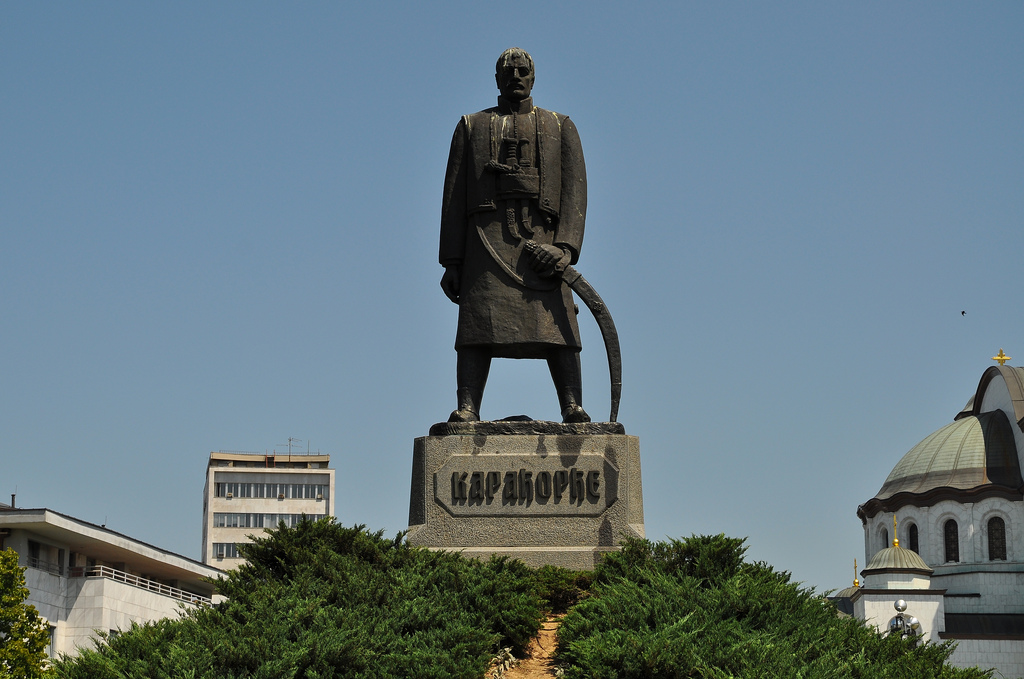
Monumento a Karađorđe en Belgrado. Karađorđe lideró la revolución de Serbia, con la que se libera a Serbia del mandato otomano.

El nacionalismo serbio es el movimiento que surge de la necesidad de una nación soberana que promueva la unidad cultural de los serbios, siendo este un nacionalismo de base étnica. Surgió originalmente en el nacionalismo balcánico bajo el mandato otomano y bajo la influencia del lingüista serbio Vuk Stefanović Karadžić y de Ilija Garašanin. El nacionalismo serbio sería un importante factor durante las guerras de los Balcanes, las cuales contribuyeron al declive del Imperio otomano durante la Gran Guerra y nuevamente durante la ruptura yugoslava y las subsecuentes guerras de los años 90.
Tras 1878, los nacionalistas serbios emergieron junto a algunos de los yugoslavistas y emularían el papel piemontano que condujo al Risorgimento de Italia, reclamando que Serbia no solo uniría a todos los serbios en un estado sino que Serbia intentaría unir a los eslavos balcánicos en un mismo estado conocido como Yugoslavia.
Los nacionalistas serbios siempre apoyaron la idea de una Yugoslavia centralizada que preservara la unidad de los serbios y rechazara los esfuerzos de los demás pueblos eslavos por la descentralización del estado. Cosa que llevó a que en la Constitución de Vidovdan, adoptada por Yugoslavia en 1920, se consolidara el país como una nación centralizada bajo el mandato de los serbios de la monarquía Karađorđević. Otros pueblos en Yugoslavia se opusieron a la idea de un estado centralizado y demandaban la descentralización, incluyendo a los nacionalistas croatas quienes demandaban una mayor autonomía para Croacia dentro de Yugoslavia, lo que sería aceptado por el gobierno yugoslavo en el tratado de 1939.
Los nacionalistas serbios se opusieron a lo establecido en dicho acuerdo, ya que se debilitaba el Serbdom, aseverando que su importancia en Yugoslavia era algo trascendente con el lema "Un Serbdom fuerte, Una Yugoslavia fuerte". La invasión y repartición de Yugoslavia en la Segunda Guerra Mundial resultó en un conflicto étnico violento entre los nacionalistas serbios, croatas, bosníacos, y otros, resultando en una variante altamente violenta del nacionalismo serbio ascendente, de la mano de los movimientos Chetnik, una muy peligrosa violencia sectaria.
La descentralización de Yugoslavia en los 60, y la supresión de todas las corrientes nacionalistas étnicas llevaron al nacionalismo serbio a un apagón y a su resurgimiento en los 80, el cual condenó al yugoslavismo posterior a la Segunda Guerra Mundial y a la descentralización de Yugoslavia. 
Tras el colapso de la unidad de Yugoslavia en los 90 con la múltiple secesión de las antes repúblicas yugoslavas buscando su independencia, los nacionalistas serbios demandaron que todos los serbios en todas las repúblicas yugoslavas tenían el derecho de unirse en una nueva entidad común, tanto étnica como social, y los posteriores conflictos ocurrieron entre los serbios que querían mantener la unidad de Serbia y de otras repúblicas yugoslavas con las demás etnias de Yugoslavia, las cuales encontraron también su independencia.

## Historia

Los chetnik fueron un movimiento monárquico y nacionalista serbio muy presente durante la primera mitad del.

### SigloXIX

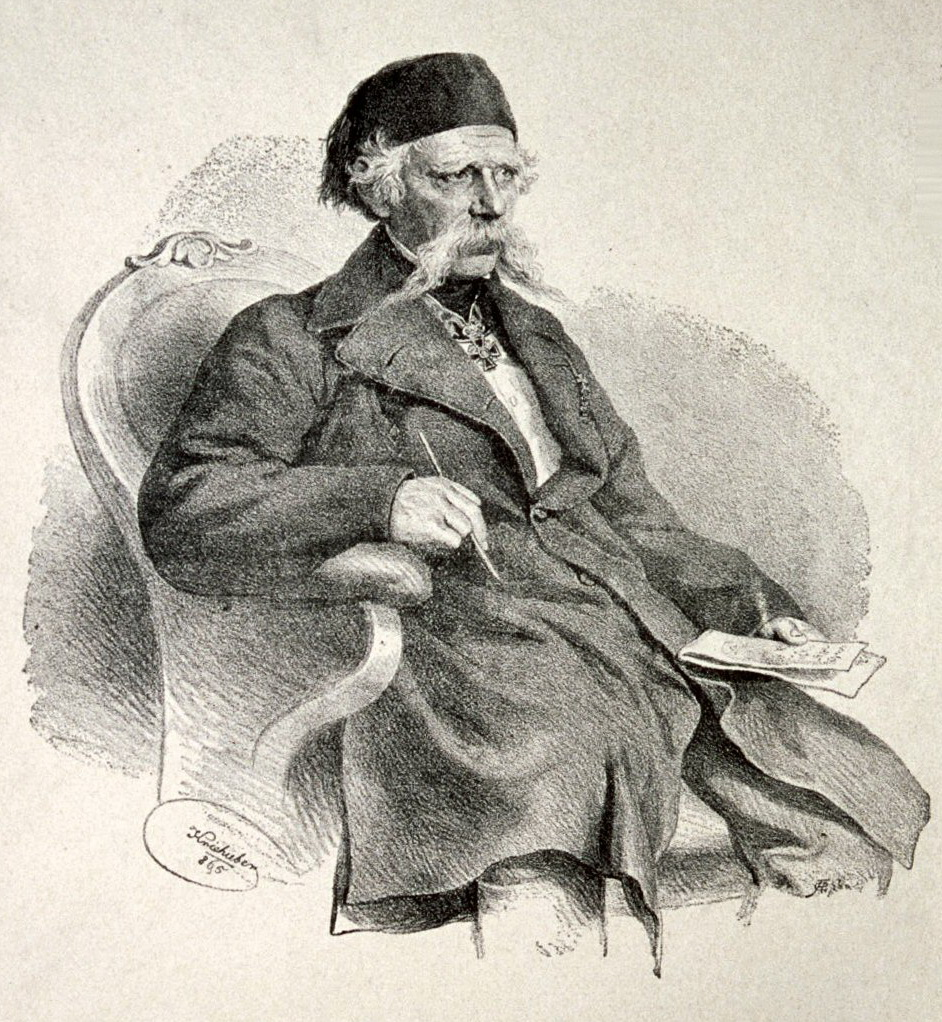
Retrato de Vuk Stefanović Karadžić, fundador del nacionalismo serbio.

Los orígenes del nacionalismo serbio pueden rastrearse hasta el siglo XIX, inicialmente en 1804, con los alzamientos serbios contra el Imperio otomano, el que finalmente acabaría llevando a la creación de un estado independiente para los serbios en 1878. Sin embargo, los nacionalistas serbios citan de sí mismo el origen del movimiento desde el final de la batalla de Kosovo el Día de San Vito en 1389 entre la Serbia del Morava y el Imperio Otomano, tras lo que se ha dado un importante y gran valor patriótico a dicha fecha, y que dicha batalla y fecha son el aliciente mayor del nacionalismo serbio, y base para los actuales conflictos.
El lingüista serbio Vuk Stefanović Karadžić es comúnmente considerado el padre del nacionalismo serbio, ya que se le atribuye la creación de una definición lingüística de los serbios, en la que se incluye a todos los hablantes del Dialecto estocaviano, diferentemente de su afiliación, credo u origen geográfico. Con todo, Karadžić ya sabía del derecho de algunos hablantes del dialecto estocaviano a llamarse a sí mismos por otros nombres diferentes al de "serbio". Ilija Garašanin fue un proponente temprano del nacionalismo serbio, además de un ideólogo de la Gran Serbia -una gran patria para los serbios que abarca muchas regiones donde habitan serbios en los Balcanes- como antecedente del paneslavismo y de la propia Yugoslavia como idea política.
Después que fuese reconocida la independencia de Serbia en 1878, tanto los serbios como los otros pueblos eslavos balcánicos consideraron que sus pueblos deberían unirse bajo el mandato de los Habsburgo en el Imperio Austrohúngaro, lo que luego resultaría en una ocupación que incrementaría el antagonismo entre los pueblos bajo la égida de Serbia y Austria-Hungría entre los últimos años del siglo XIX y los primeros del siglo XX.

### Primera Guerra Mundial
En 1914, el Archiduque Francisco Fernando de Austria fue asesinado por el militante serbio-bosnio Gavrilo Princip, lo que resultaría en el detonante para que el Imperio Austrohúngaro acusase a Serbia de estar involucrada, y tras la primera invasión austro-húngara en la Campaña de Serbia (1914) estallaría la Primera Guerra Mundial al colisionar veloz y duramente todas las alianzas gobernantes de las potencias centrales contra Belgrado.
A pesar de las altas pérdidas humanas, Serbia se beneficiaría finalmente de la victoria en la Primera Guerra Mundial junto a los aliados contra el Imperio Alemán y el Imperio Austrohúngaro, ya que con dicha victoria a Serbia subsiguientemente se les unirían territorios reclamados por los nacionalistas yugoslavos para formar el Reino de los Serbios, Croatas y Eslovenos, informalmente conocido como Yugoslavia, en 1918.
Los nacionalistas serbios siempre asociaron la visión de una Yugoslavia centralista opuesta a la que los demás pueblos eslavos querían, con las opciones de una confederación o una federación de Estados. El antagonismo entre los partidarios de una Yugoslavia centralizada, apoyada por los nacionalistas serbios, y una descentralizada apoyada por los croatas y los nacionalistas eslovenos, sería la causa principal de los inestables gobiernos en Yugoslavia durante el periodo anterior a la Segunda Guerra Mundial.

### Yugoslavia
En 1920, la visión centralizada de Yugoslavia, apoyada por los nacionalistas serbios, fue documentada en una Carta Magna, la constitución del Reino de los Serbios, Croatas y Eslovenos, aprobada el día de San Vito, por lo que sería conocida así mismo también (en serbocroata: Vidovdanski ustav).
El antagonismo entre los nacionalistas serbios contra los croatas y eslovenos se saldó en 1928 con la muerte de Stjepan Radić en las instalaciones del Parlamento de Yugoslavia, con la subsecuente venida abajo del ambiente parlamentario y la democracia en el país. Tras los acontecimientos, el rey Alejandro I derogó la Constitución de San Vito y proclamó en su lugar una dictadura, denominando de manera oficial al país como Reino de Yugoslavia.
El rey Alejandro perseguía una política de apoyo al nacionalismo yugoslavo, el cual causó una gran insatisfacción entre los nacionalistas serbios, quienes vieron al yugoslavismo como una desaprobación del nacionalismo serbio. El nacionalismo serbio fue coartado con el Acuerdo Cvetković–Maček, suscrito entre los dirigentes políticos serbios y croatas, tras el cual se crearía la Banovina de Croacia, una provincia autónoma fuera del control del Reino, y que le daba a Croacia su autonomía virtual. En respuesta, los nacionalistas serbios fundaron el Club Cultural de Serbia, el cual atacaría al nuevo nacionalismo yugoslavo, bajo el lema "Una Serbia fuerte, Una Yugoslavia fuerte".

### Segunda Guerra Mundial

#### Invasión
Yugoslavia fue invadida y ocupada por las Potencias del Eje durante la Segunda Guerra Mundial, tras lo cual la Alemania nazi establecería una serie de Estados-títere en los territorios ocupados en Yugoslavia. Entre los estados títeres se encontraba el Estado independiente de Croacia que puso en marcha el campo de concentración de Jasenovac,  el mayor número de víctimas fueron serbios. Llevando durante la Segunda Guerra Mundial un sentimiento anti-serbio por las fuerzas fascistas croatas y ocupacionistas. El nacionalismo serbio rozaría con la militancia responsable, además de oponerse con movimientos anti-ocupacionistas tales como el de los Chetnik, liderados por Draža Mihailović, y el de los partisanos comunistas. La guerra vería el incremento del nacionalismo serbio, en especial, de una islamofobia dentro del nacionalismo serbio practicada por los Chetniks, quienes masacraban a los bosníacos durante la guerra.

### Ascenso de los partisanos
Tras el final de la Segunda Guerra Mundial los partisanos yugoslavos se alzaron en el poder, y así la República Socialista Federal de Yugoslavia se consolida bajo la dirección de Josip Broz Tito. El nuevo régimen reprime a toda forma e idea de nacionalismo en favor del ideal yugoslavista, ya que toda idea y/o movimiento nacionalista era vista como un atentado contra el Estado. El nacionalismo serbio luego se desarrollaría en la década de 1960 por parte de intelectuales como Dobrica Ćosić, que retaban al modelo propuesto por los partidarios de las políticas del yugoslavismo y de ideales tales como el de "Hermandad y Unidad". La posterior expulsión del líder nacionalista serbio comunista Aleksandar Ranković por parte de Tito en la década de 1960 se percibió como un ataque al nacionalismo serbio. Después de la expulsión de Ranković, los nacionalistas e intelectuales serbios empezarían a ver la idea de Yugoslavia como un detrimento de la experiencia para una nación serbia.

### Resurgimiento

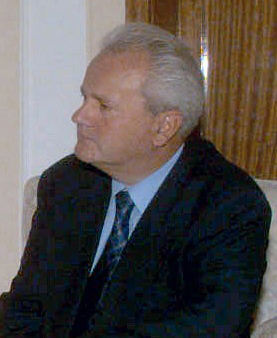
Slobodan Milošević, presidente de Serbia entre 1989 y 1997, Presidente de la RF de Yugoslavia entre 1997 y 2000.

El nacionalismo serbio experimenta un ascenso tras la muerte de Tito en 1980. Los intelectuales serbios (Intelligentsia) empezaron a romper un número de tabúes de la era comunista, tales como por ejemplo, el de Branko Petranović identificado como Mihailović, el rival chetnik de Tito durante la Segunda Guerra Mundial, al reconocerlo como un "importante líder antifascista". Ćosić se uniría a otros políticos serbios y además a escritores, para escribir el altamente controversial Memorándum de la Academia Serbia de Ciencias y Artes de 1986. El Memorando reclamaba la promoción de soluciones para restablecer la integridad de Yugoslavia en unidad, pero enfocada en condenar fieramente el gobierno de la Liga de los Comunistas de Yugoslavia, en el cual se habían subyugado económicamente a Serbia contra Croacia y Eslovenia, y en el cual se acusaba a los albaneses de cometer genocidio contra los serbios de Kosovo.
El documento sería duramente cuestionado por la Liga de Comunistas de Yugoslavia así como por el gobierno de la República Socialista de Serbia, liderado por Ivan Stambolić. Miembros que luego integrarían el bando nacionalista escogerían seguir las líneas ideológicas de la LCY al respecto y a su vez denunciaron el contenido del documento. Slobodan Milošević, que para el momento era un oficial de la República Socialista de Serbia, no comentó públicamente del asunto, pero en una reunión con los miembros de una unidad de la policía secreta el denunció la postura del gobierno frente al memorando, diciendo:

«La apariencia del Memorando de la Academia Serbia de Ciencias y Artes representa nada más que la faceta más oscura del nacionalismo. Significa que se concibe la liquidación del actual modelo socialista de nuestro país, lo que se equivaldría a la desintegración de la nación yugoslava, y la no supervivencia para ninguna de las naciones surgidas o alguna nacionalidad. La política de Tito de hermandad y unidad es la única base sobre la que la sobrevivencia de Yugoslavia puede ser asegurada.»

### Disolución de Yugoslavia y las guerras yugoslavas

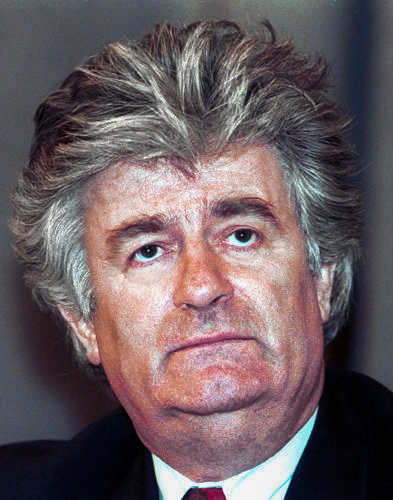
Fotografía de Radovan Karadžić en 1994, Presidente de la Republika Srpska (1992–1996).

Asimismo, con el creciente nacionalismo sentimental en Serbia, inicialmente reaparecido en 1987, Milošević se haría el mayor portavoz del nacionalismo en el establishment comunista. Milošević apoyó las premisas del citado memorando que incluía la promoción de la centralización del poder en favor de un gobierno federal para Yugoslavia, con el fin de reducir los poderes de las entonces repúblicas y de los entes autónomos, con lo se que crea el lema nacionalista de "Una Serbia fuerte, una Yugoslavia fuerte". Durante la Revolución Antiburocrática, Milošević urgió a los serbios y montenegrinos a que se "tomaran las calles" y a utilizar el lema "Una Serbia fuerte, una Yugoslavia fuerte", que atrajo el apoyo de los serbios pero que alienaba además a los bosníacos, croatas, albano-kosovares, macedonios y eslovenos. Para estos grupos, la agenda de Milošević les recordó la política hegemónica de los serbios en los temas políticos del Reino de Yugoslavia y las políticas de Ranković.
Milošević y sus patrocinadores apelaron a los sentimientos pro-serbios con discursos apasionadamente nacionalistas y populistas, donde hablaban de la importancia de Serbia en el mundo, además de usar en ellos un discurso cargado con una retórica llena de política radical y agresividad extrema, como en el discurso de Belgrado del 19 de noviembre de 1988, donde habló de cómo Serbia estaba al borde de enfrentar batallas contra ambos frentes, el enemigo interno y el externo. En Voivodina, los manifestantes nacionalistas que incluyeron a 500 serbokosovares y a serbios nativos marcharon en la capital de la provincia, acusando a los líderes locales de apoyar el separatismo y de ser "traidores".
En agosto de 1988, reuniones convocadas por los simpatizantes de la revolución antiburocrática fueron llevadas a cabo en varios lugares de Serbia y de Montenegro, en las cuales se incrementaba la naturaleza violenta de las mismas, con gritos y arengas de protesta tales como "¡Dennos las armas!", "¡Necesitamos las armas!", "¡Larga vida a Serbia, muerte a los albaneses!" y "¡Montenegro es Serbia!". En ese mismo mes, Milošević inicia sus esfuerzos dirigidos a desestabilizar los gobiernos en Montenegro y en Bosnia-Herzegovina con el fin de lograr que sus partidarios accediesen al poder en esas repúblicas. Para 1989, Milošević y sus patrocinadores controlaban la región de Serbia Central junto a las provincias autónomas de Kosovo y Voivodina, partidarios en la dirección de Montenegro, y con agentes de la inteligencia serbia estaban poniendo en marcha sus esfuerzos para desestabilizar el gobierno de Bosnia & Herzegovina.
En 1989 los medios de comunicación serbios comenzaron a exponer el tema de "la constante lucha de los serbios de Bosnia-Herzegovina", y tras ello, las tensiones entre serbios, bosníacos y croatas se incrementaría contra los serbios que apoyaban las ideas radicalizantes de Milošević. Esfuerzos para reproducir un culto a la personalidad para Milošević dentro de la República Socialista de Macedonia empezarían en 1989 con lemas, grafitis, y hasta canciones en las que se glorificaba a Milošević en este país. Luego de estos actos, Milošević propuso una ley para restaurar la propiedad sobre las tierras en manos de los serbios en el periodo de entreguerras, que proveyó una base legal efectiva para que miles de serbios se mudasen hacia Kosovo y Macedonia del Norte para recuperar esas tierras, mientras eran desplazados todos los albaneses residentes allí.
A inicios de 1989 Milošević había dispuesto brindarles apoyo a los serbios de las otras repúblicas yugoslavas, como en el caso de los serbios de Croacia o los serbios de Bosnia-Herzegovina, quienes lucharon por la creación de entidades autónomas en la forma de provincias para los serbios que allí residían, idea que sería fieramente repelida tanto por Sarajevo como por Zagreb en la feneciente era comunista. A finales de la década de 1980, Milošević permitió la movilización de partidarios pro-serbios y de organizaciones nacionalistas pro-serbias para llegar sin obstáculos por las acciones de la gobernatura serbia del momento, con cientos de demostraciones pro-chetnik, y el gobierno de la República Socialista de Serbia demostró finalmente su apoyo y adepción a la Iglesia Ortodoxa Serbia, así mismo le restauró su legitimidad en el país.
Milošević y el Gobierno yugoslavo apoyaban la idea de un gobierno de administración tricameral, en el que se incluiría una cámara de los ciudadanos para representar a los diferentes pueblos de Yugoslavia, con dicho sistema se le daría a los serbios la mayoría por defecto; una cámara de las provincias y las repúblicas para representar los asuntos de nivel regional; y una cámara de trabajo asociado. El respaldo específico de Serbia a la idea de una Cámara de los ciudadanos y una Cámara de Trabajo Asociado enfrentó la oposición proveniente de las repúblicas de Croacia y Eslovenia al ver en dichas propuestas el aumento del poder y de la influencia serbia en la Constitución del Estado Federal además de su posible impacto sobre la economía, lo que era opuesto a la intención de desescalar el involucramiento del gobierno central en dichos temas de parte de los croatas y eslovenos. Eslovenia siempre se mostró firmemente opuesta al gobierno dirigido por Milošević, además de sus planes, y promovía siempre sus propias reformas con las que buscaba hacer a Yugoslavia una confederación descentralizada.
Croacia y Eslovenia denunciaron los hechos y las acciones encabezadas por Milošević, y empezaron a demandar que Yugoslavia fuera hecha una democracia totalmente multipartidista, además de convertirse en una confederación. Milošević afirmó que se oponía a un sistema confederado, pero también declaró que se debe crear un sistema federal y que la delimitación de las fronteras exteriores de Serbia sería entonces una "cuestión abierta", insinuando con ello que su gobierno perseguiría crear una extensión territorial ampliada para Serbia si se descentralizaba a Yugoslavia. En 1989 también, los estatutos de autonomía de las Provincias Autónomas Socialistas de Kosovo y Vojvodina fueron de facto abolidas por las reformas constitucionales, y sus competencias y poderes serían transferidos luego a las autoridades de Belgrado.
Milošević rechazó la declaración de independencia de Croacia en 1991, e incluso después de la formación de la República Federal de Yugoslavia ésta tampoco reconoció inicialmente la independencia de Croacia. Los planes de Milošević para sonsacarle parte del territorio croata para los serbios locales se iniciaron en junio de 1990, de acuerdo a lo escrito en el diario del oficial serbio Borisav Jović. El Gobierno serbio, junto a una camarilla de miembros del Ejército Popular Yugoslavo (JNA) y sus generales, además de los miembros de movimientos políticos afines a los ideales de Milošević, estaban urdiendo secretamente el adoptar el RAM o un "cuadro" de planes que incluyeron la repartición de Croacia y de Bosnia-Herzegovina para darles vastas extensiones del territorio de dichas naciones a los serbios locales, para que éstos se les uniesen y así permanecieran unidos en una patria serbia, llevando a cabo de forma efectiva la idea de una Gran Serbia únicamente por serbios. Abundantes cantidades de armamentos y equipos militares fueron dispuestas en posiciones estratégicas a través de Croacia y de Bosnia-Herzegovina para que fuesen usados por los elementos pro-serbios, y a los habitantes de ascendencia serbia se les entrenó para servir como autoridades de policía y brigadas de función paramilitar, en preparación para la guerra.
Las entrevistas con los delegados gubernamentales involucraron temas de corte político entre Serbia y las autoridades de Macedonia del Norte revelaron que Milošević planeaba volver a este país una nación de alta lealtad a Serbia al promover el cambio de su liderazgo político por personajes adeptos al nacionalismo serbio, cuando la república aún era parte de Yugoslavia. Después de la secesión de Macedonia del Norte en 1991, las autoridades serbias se pronunciaron diciendo que Macedonia era una "nación artificial" y que Serbia se aliaría con Grecia en contra de la recién creada República, incluso se llegó a sugerir la repartición del país entre Serbia y Grecia. Milošević demandó el derecho de la autodeterminación de los serbios en la anteriormente conocida como Antigua República Yugoslava de Macedonia, y no la reconoció independiente hasta 1996.

### Actualidad
Aunque a día de hoy no dejan de existir elementos extremistas de dicha corriente ideológica, actualmente el nacionalismo serbio se perfila más como un elemento del violento pasado de Serbia, que se ve más europeísta y normaliza sus relaciones con otras naciones de los Balcanes, a pesar de su vinculación histórica con Rusia.
Aún pesa en un país con una larga historia como Serbia su derrota en Kosovo Polje, en su actualidad y futuro, ya que dicho tema se hinca como la piedra en el zapato para el deshielo con Kosovo, que pretende su reconocimiento, pero que dentro del nacionalismo y de una inmensa mayoría de la sociedad serbia, se le considera parte de su territorio nacional, esto debido a que desde su nacimiento como nación, Serbia ha considerado dicha parte de los Balcanes como una parte de su integridad territorial, además de ser para muchos nacionalistas la "cuna de la patria serbia".
Sin vistas a solucionarse, dicho tema es el único punto que, aunque de manera remota, mantiene el ánimo y la existencia de un nacionalismo confuso y convulso, la cual fue uno de los detonantes de las guerras yugoslavas junto al nacionalismo croata, y que ahora deja heridas abiertas entre pueblos que son el mismo, pero que se definen como diferentes.

## Símbolos

Bandera oficial de Serbia, adoptada en el 2010.
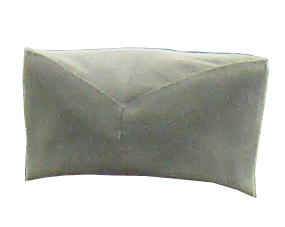
gorro Šajkača
La cruz de Serbia
Águila de Serbia
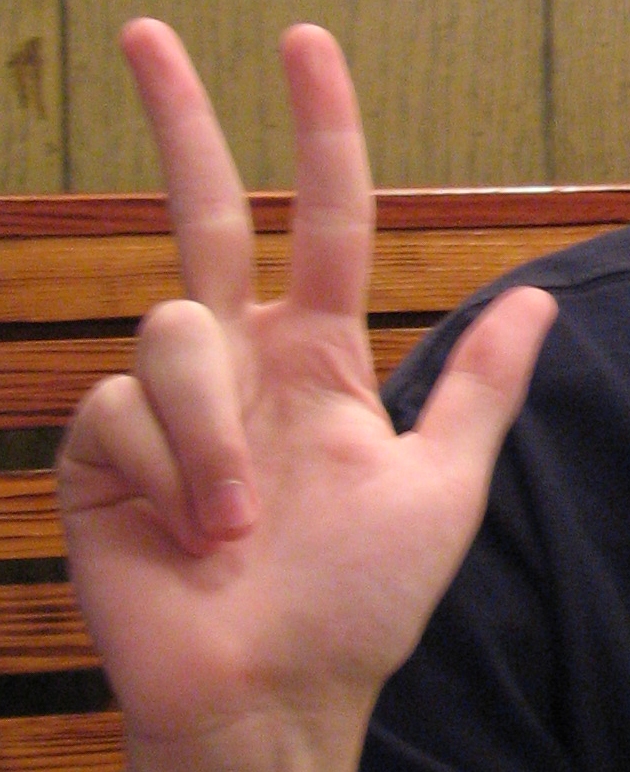
Saludo serbio
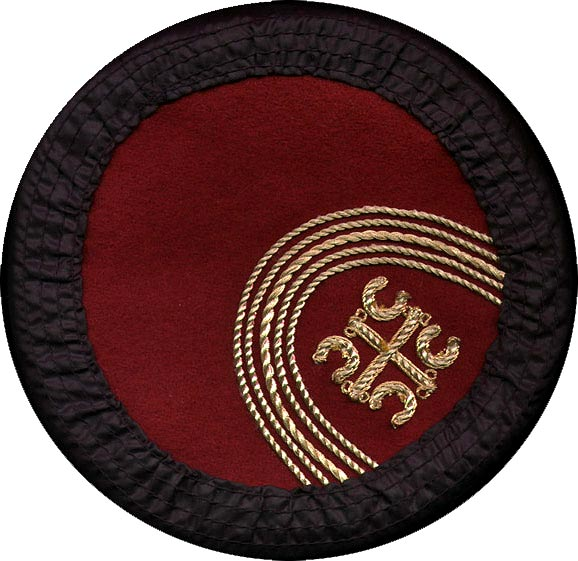
Gorro Montenegrino con la Cruz de Serbia
Bandera oficial del Reino de Serbia (1882–1918)

## Lemas

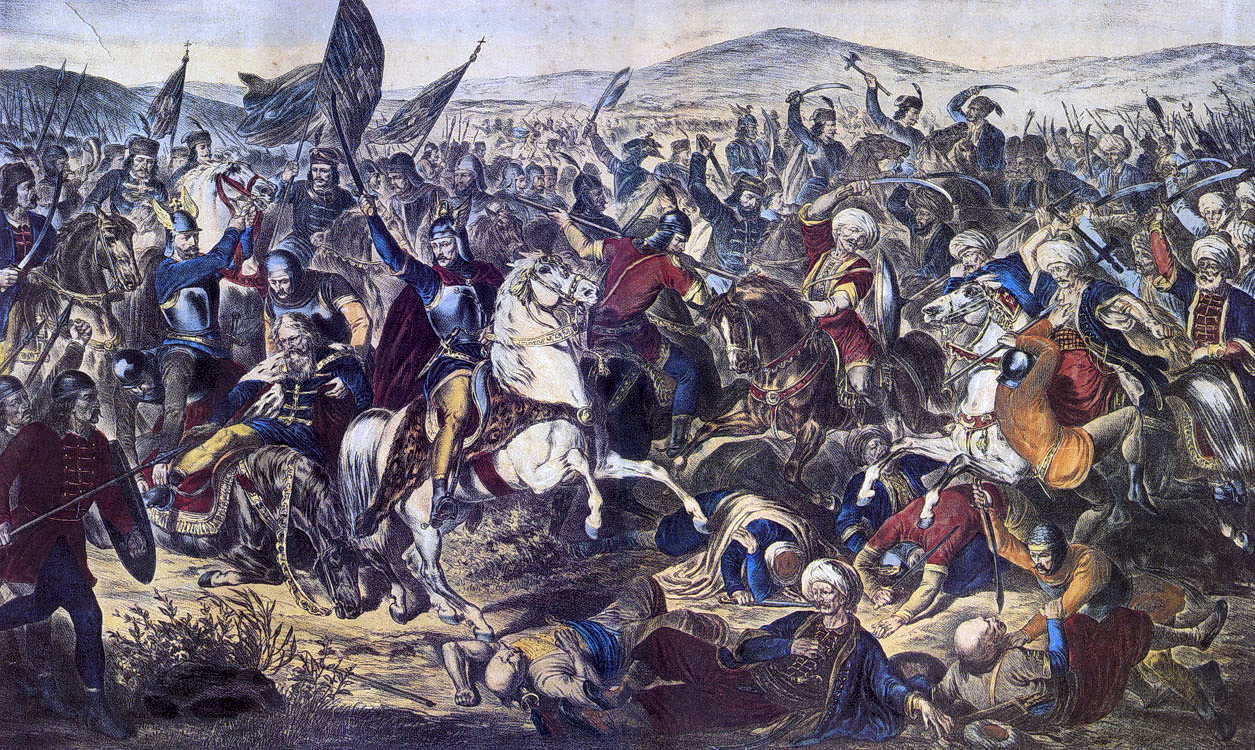
Batalla de Kosovo (1870), óleo de Adam Stefanović, conservado en el Museo Nacional de Belgrado, representa al príncipe serbio Lazar de Serbia.

- "Samo Sloga Srbina Spasava" ("Sólo la Unidad salvará a los serbios"), Un lema en el que pueden leerse "las cuatro S" de la cruz de Serbia exhibidas en la bandera y en el escudo de armas de Serbia.
- "Kosovo je Srbija" ("Kosovo es Serbia"), movimiento reactivo a la independencia de Kosovo de Serbia.
- "Srbija do Tokija" ("de Serbia a Tokyo"), en origen a un lema de uso entre fanáticos del fútbol de Serbia.
- "Gotov je" ("Está hecho!"), lema y símbolo clave para las protestas de Slobodan Milošević del 5 de octubre de 2000.

La Batalla de Kosovo en el Día de San Vito de 1389, entre el principado de Serbia y el Imperio otomano, es de un simbolismo importante en y para el nacionalismo serbio. Los símbolos más usados para expresar el nacionalismo serbio incluyen la cruz, una serie de lemas o eslóganes y el llamado saludo de tres dedos.